# Henstead
Henstead – wieś w Anglii, w Suffolk, w dystrykcie East Suffolk, w civil parish Henstead with Hulver Street. W 1961 wieś liczyła 351 mieszkańców. Henstead jest wspomniana w Domesday Book (1086) jako Henestede.